# 张格明
张格明（？—），男，汉族，中华人民共和国政治人物。现任中国铁道科学研究院集团有限公司首席研究员。第十三、十四届全国政协委员。